# Голова Китайської Народної Республіки
Список голів Китайської Народної Республіки (КНР) — список очільників держави КНР. Посада (кит.: 主席, «Цжусі») фактично відповідає посаді президента в інших державах світу.

## Історія
Посада була створена 1 жовтня 1949 р. разом із проголошенням КНР. Назва цієї посади і її функції кілька разів змінювалися. У 1949—1954 рр. її офіційна назва була — Голова Центрального Народного Уряду, у 1954—1975 — Голова КНР, у 1975—1983 — Голова Постійного Комітету Народного Національного Конгресу, від 1983 р. — Голова КНР.

## Сучасний статус
Згідно з останньою конституцією КНР від 1982 року, Голова КНР обирається на сесії Всекитайських зборів народних представників. Голова КНР має дуже широкі права і повноваження, керує внутрішньою і зовнішньою політикою.
Посада Голови КНР не завжди була в руках фактичного керівника Комуністичної партії Китаю (КПК). Фактично лише чотири керівники КПК — Мао Цзедун, Цзян Цземінь, Ху Цзіньтао і Сі Цзіньпін — обіймали цю посаду. Інші голови КНР були представницькими фігурами.

## Список голів КНР
- 1 жовтня 1949 — 27 квітня 1959 — Мао Цзедун (КПК)
- 27 квітня 1959 — 31 жовтня 1968 — Лю Шаоці
- 31 жовтня 1968 — 17 січня 1975 — Дун Біу
- 17 січня 1975 — 6 липня 1976 — Чжу Де
- 6 липня 1976 — 5 березня 1978 — посада вакантна
- 5 березня 1978 — 18 червня 1983 — Є Цзяньїн (КПК)
- 18 червня 1983 — 8 квітня 1988 — Лі Сяньнянь
- 8 квітня 1988 — 27 березня 1993 — Ян Шанкунь
- 27 березня 1993 — 15 березня 2003 — Цзян Цземінь
- 15 березня 2003 — 14 березня 2013 — Ху Цзіньтао (КПК)
- від 14 березня 2013 — Сі Цзіньпін (КПК)